# La Puntota
La Puntota és una muntanya de 928 metres que es troba al municipi de l'Albiol, a la comarca catalana del Baix Camp.